# Africella
Africella é um gênero de mariposa pertencente à família Crambidae.